# هتل روسیا
هتل روسیا (روسی: Гостиница «Россия»، ت. «Gostinitsa "Rossiya"») هتلی در مسکو بود و از سال ۱۹۶۷ تا ۱۹۸۰ بزرگ‌ترین هتل جهان بود تا زمان تعطیلی آن در سال ۲۰۰۶، با ۳۱۸۲ اتاق، دومین هتل بزرگ اروپا باقی ماند. در طول حیات خود، این هتل از حدود ده میلیون مهمان، از جمله بیش از دو میلیون خارجی، پذیرایی کرد. مهمانان مشهور هتل شامل میخائیل گورباچف، جورج اچ دبلیو بوش و مایک تایسون بودند.

## تاریخچه

### پیشینه: تخریب زاریادیه
در سال ۱۹۴۷ بخش عمده‌ای از زاریادیه تخریب شد و زمین برای ساخت آسمان‌خراشی که توسط دیمیتری چچولین طراحی شده بود، آماده شد. این پروژه در مرحله پی‌ریزی لغو شد. یک کارت پستال مربوط به سال ۱۹۴۷ نشان می‌دهد که علاوه بر ردیف کلیساهای موجود در خیابان واروارکا، این دور از تخریب، ساختمان‌های دو طبقه در خیابان موسکوورِتسکایا، کنار پل، و دیوار کیتای-گورود رو به رودخانه را نیز از تخریب نجات داد. به گفته پی.وی. سایتین، کلیسای تاریخی سنت آنا و سایر آثار باستانی باید در پارک کولومنسکویه تخریب و بازسازی می‌شدند؛ این امر محقق نشد. این مکان بیش از ۱۵ سال خالی ماند.

### هتل

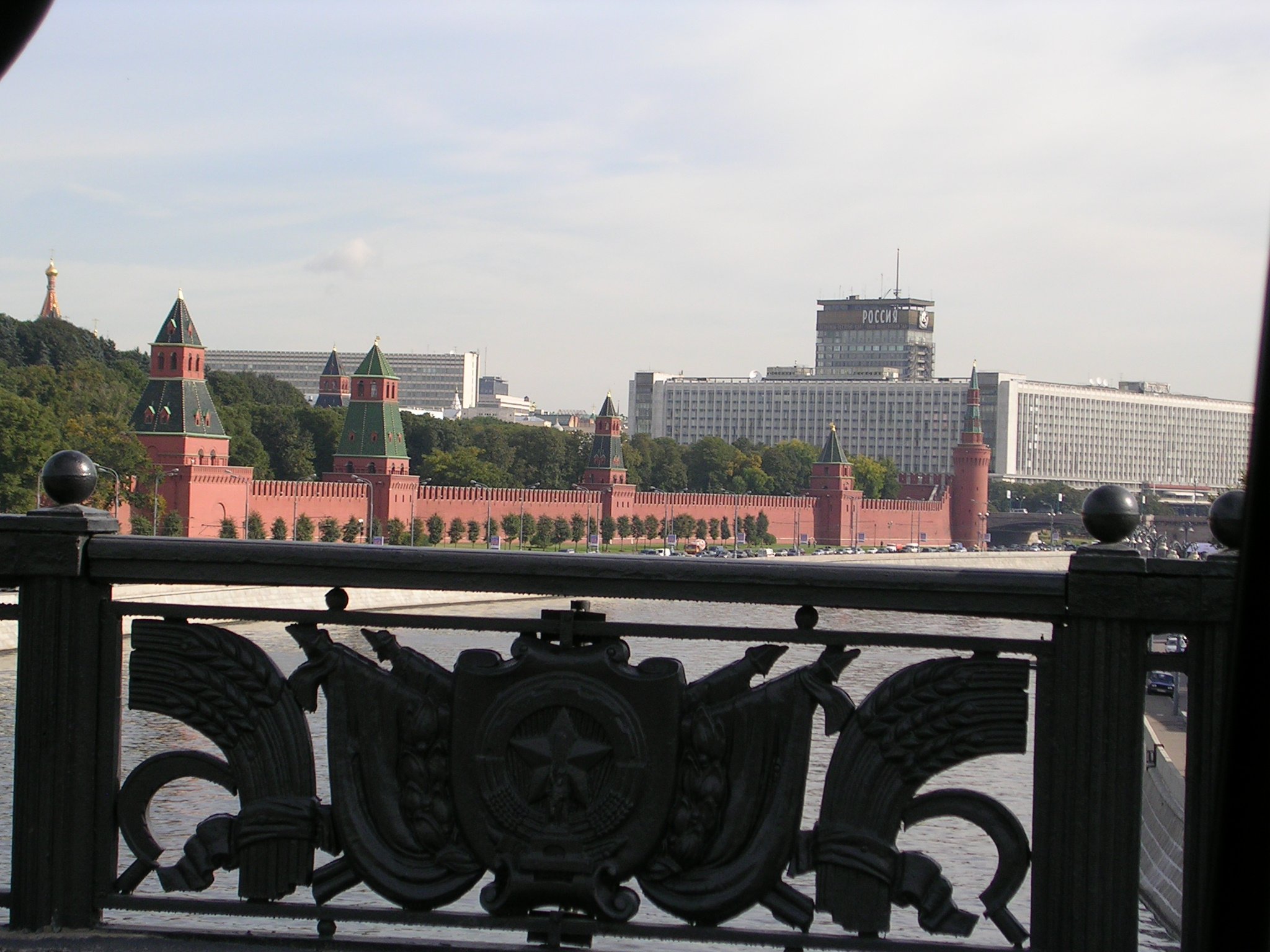
نمایی از پل بولشوی کامنی

هتل روسیا از سال ۱۹۶۴ تا ۱۹۶۷ به دستور دولت شوروی در مسکو ساخته شد. در ساخت و ساز از پایه‌های موجود یک پروژه آسمان‌خراش لغو شده، ساختمان اداری زاریادیه، که هشتمین ساختمان از مجموعه ساختمان‌هایی بود که اکنون به عنوان "هفت خواهران" شناخته می‌شوند، استفاده شد. یکی از پیش‌نیازهای ساخت مجتمع توریستی جدید در مسکو، رفع کمبود اتاق‌های هتل بود. این امر به ویژه پس از ساخت کاخ کرملین اهمیت یافت. هتل مورد نظر باید نه تنها گردشگران، بلکه نمایندگان کنگره و شرکت‌کنندگان در کنگره‌ها را نیز در خود جای می‌داد.
در سال ۱۹۵۶، اداره معماری و برنامه‌ریزی مسکو، وظیفه ساخت مجموعه هتل را که توسط معمار دیمیتری چچولین و مهندسان ان.دی. ویشنوفسکی و ان.ان. گورباتکو پیشنهاد شده بود، تصویب کرد. در سال ۱۹۵۸، چچولین برای دیدن بهترین نمونه‌های معماری هتل و همچنین مشاوره با نمایندگان شرکت آمریکایی هیلتون، به لندن و پاریس سفر کرد. در سال ۱۹۶۰، طرح هتل در مسکو سرانجام توسط مقامات تصویب شد و ساخت و ساز در سال ۱۹۶۴ آغاز شد. ساخت و ساز در ۱ ژانویه ۱۹۶۷ به پایان رسید. در زمان ساخت آن، هتل روسیا با ۳۱۸۲ اتاق بزرگ‌ترین هتل جهان بود. این مجموعه شامل سه رستوران، چندین کافه، بار و بوفه، یک سینمای زاریادیه، یک سالن کنسرت با ۲۶۰۰ صندلی، یک سونا با استخر شنا، خشکشویی، یک مرکز تلفن، یک فروشگاه و غیره بود. تعداد کارکنان ۱۳۲۰ نفر بود.
در سال ۱۹۸۰، قبل از المپیک تابستانی ۱۹۸۰، این رکورد توسط هتل ایزمایلوو در مسکو با ۵۰۰۰ اتاق شکسته شد، اگرچه تا زمان تعطیلی آن در سال ۲۰۰۶، دومین هتل بزرگ اروپا باقی ماند

### آتش
در ۲۵ فوریه ۱۹۷۷، آتش‌سوزی بزرگی در ساختمان رخ داد که منجر به کشته شدن ۴۲ نفر و زخمی شدن ۵۰ نفر شد.

## ویژگی‌های معماری
این مجموعه هتل ۱۳ هکتار را اشغال کرده و بر روی فونداسیون تکمیل‌شده یک ساختمان بلند ناتمام ساخته شده است. به عبارت دیگر، هتل روسیا یک مستطیل بسته به ابعاد ۲۵۰ در ۱۵۰ متر بود، که از چهار ساختمان ۱۲ طبقه با یک حیاط تشکیل شده بود. به دلیل تفاوت در ناهمواری‌های بین خیابان واروارکا و ساحل مسکوورتسکایا، سه ساختمان از چهار ساختمان بر روی یک ستون بلند ساخته شده بودند.
معماری هتل روسیا به سبک بین‌المللی نزدیک است. نمای ساختمان‌ها با روکش‌های روشن و ریتم واضح پنجره‌های آلومینیومی مشخص می‌شد. استیلوبات ساختمان با گرانیت قهوه‌ای صیقل داده شده پوشانده شده بود. ویژگی غالب معماری ساختمان، برج شمالی ۲۳ طبقه بود که نمای شمالی را تاجگذاری می‌کرد. نمای جنوبی رو به ساحل مسکوورتسکایا قرار داشت و توسط یک تفرجگاه تقسیم می‌شد. در ۵ نوامبر ۱۹۷۱، تالار کنسرت مرکزی روسیه با ظرفیت ۲٫۵ هزار صندلی در ساختمان جنوبی افتتاح شد. در دکوراسیون داخلی تالار از ترکیبات سنتی معماری کاخ روسی استفاده شده بود: سنگ مرمر سفید، برنز و چوب‌های قیمتی. صحنه و حیاط سالن اجتماعات با رنگ‌های روشن ساخته شده بود. سالن اجتماعات قابل تغییر بود: می‌توانست شیب‌دار یا افقی باشد. یک سیستم ترجمه مستقیم به هشت زبان در صندلی‌ها نصب شده بود. تالار کنسرت می‌توانست برای نمایش فیلم و نمایش فیلم استفاده شود. علاوه بر این، رستوران‌ها و سالن‌های VIP، یک کتابخانه، یک آرایشگاه و سایر مشاغل نیز در مجموعه هتل جای داده شده بودند. بخش زیرزمین ساختمان که محیط آن دو یا سه طبقه را اشغال می‌کرد، شامل لابی‌ها و راهروهای منتهی به حیاط بود. تراس‌ها، پله‌های خارجی و رمپ‌های ساختمان به زیرزمین متصل بودند. در زیر هتل تأسیسات نظامی، مانند یک سنگر که می‌توانست به عنوان پناهگاه بمب مورد استفاده قرار گیرد، وجود داشت.

## برچیدن

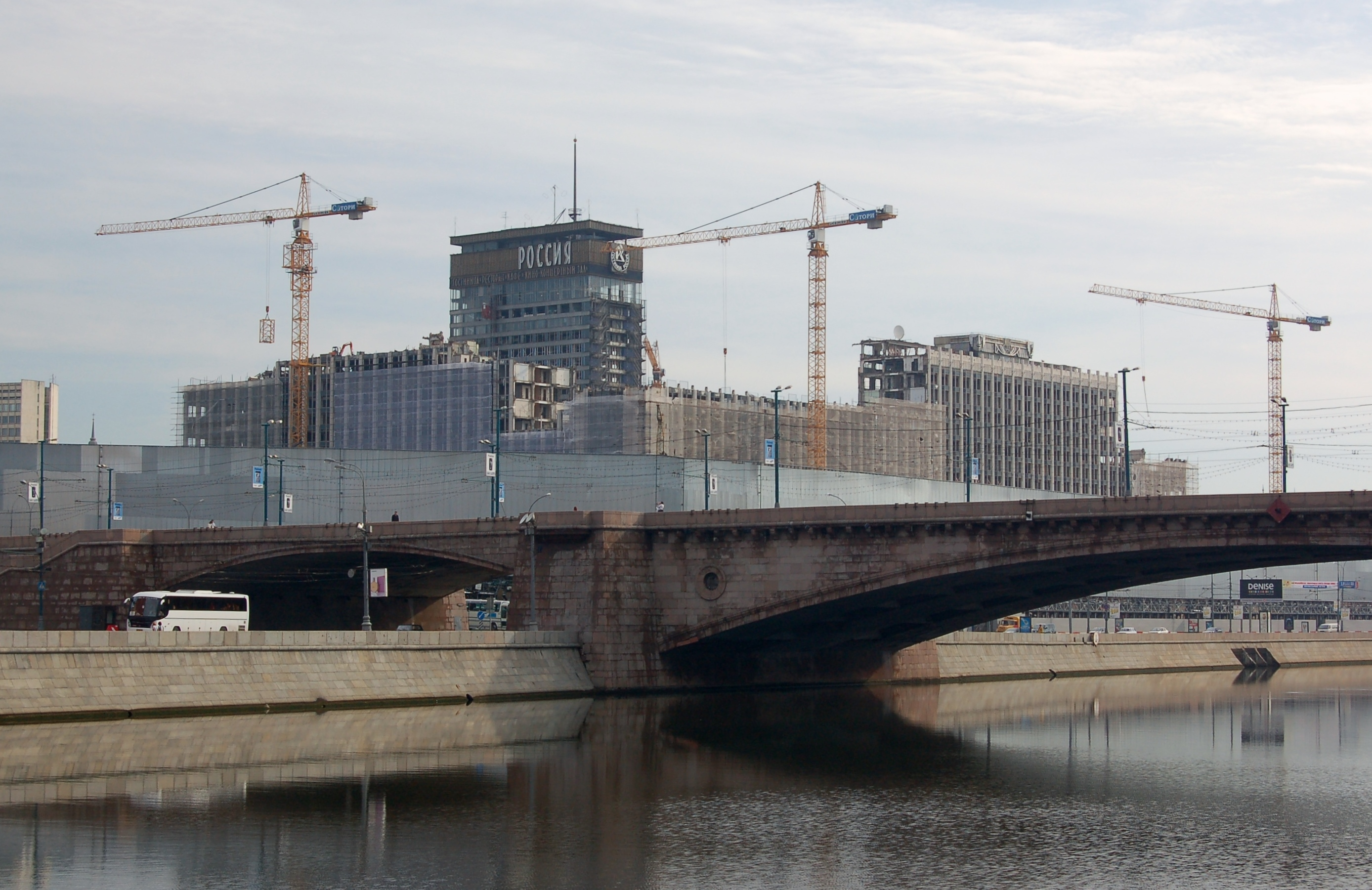
تخریب هتل، آگوست۲۰۰۶

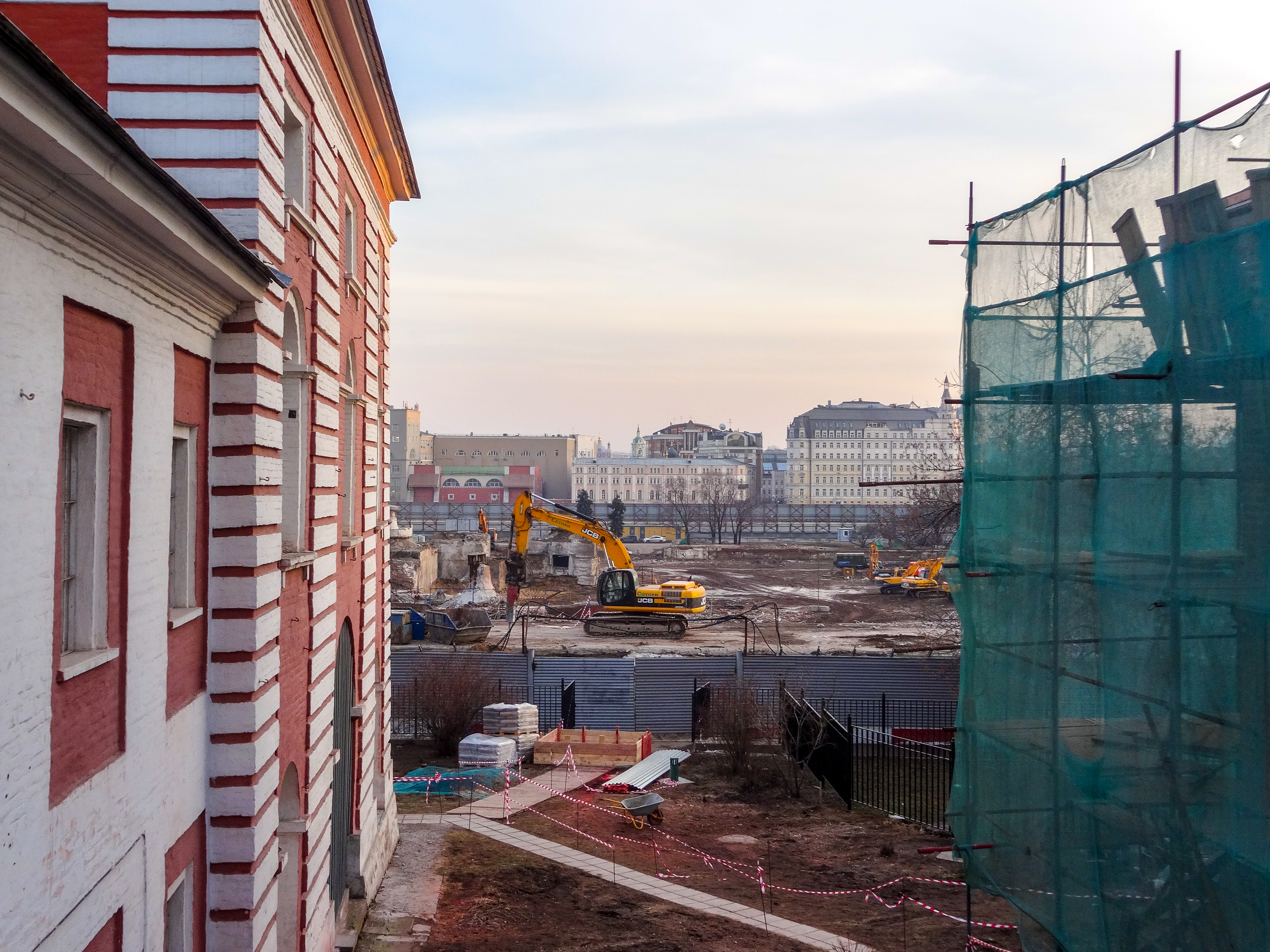
تخریب بقایای هتل روسیا قبل از ساخت پارک زاریادیه. مارس ۲۰۱۵

هتل روسیا در اول ژانویه ۲۰۰۶ تعطیل شد. تخریب ساختمان در مارس ۲۰۰۶ برای ساخت یک مجتمع تفریحی برنامه‌ریزی‌شده آغاز شد که قرار بود تا حدودی بر اساس طراحی منطقه قدیمی زاریادیه ساخته شود. این پروژه قرار بود توسط معمار بریتانیایی، سر نورمن فاستر، نظارت شود و شامل یک هتل جدید دو هزار اتاقه با آپارتمان‌ها و یک پارکینگ می‌شد.
در اکتبر ۲۰۰۶، دیوان عالی داوری نتایج مناقصه بازسازی هتل روسیا در نزدیکی کرملین را لغو کرد. محل هتل تا سال ۲۰۱۳ خالی ماند، تا اینکه اعلام شد پارک زاریادیه در آنجا توسعه خواهد یافت. این پارک در نوامبر ۲۰۱۷ افتتاح شد.